# Дивкович, Матия

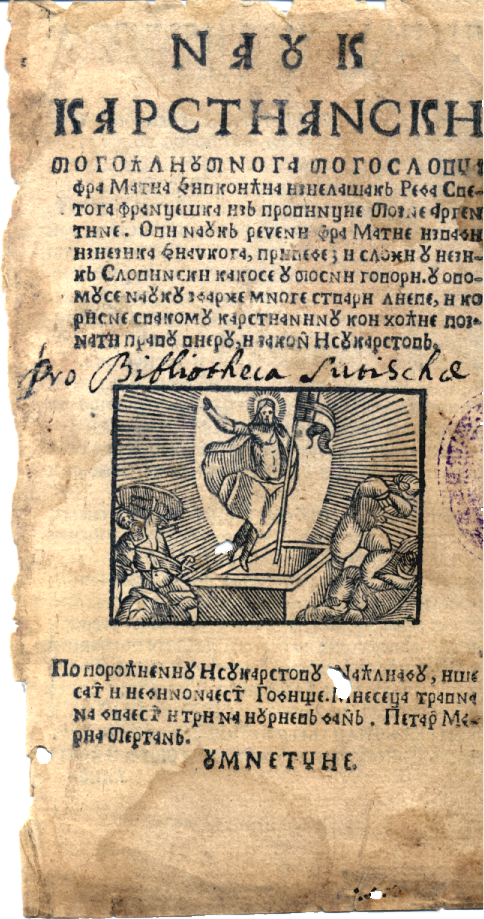
Матия Дивкович, «Крестьянская наука для славянских людей» (Венеция, 1611 год; отпечатано босанчицей)

Матия Дивкович (босн. Matija Divković; 1563, с. Елашке, Боснийский эялет, Османская империя — 21 августа 1631, г. Олово, Боснийский эялет, Османская империя) — боснийский духовный писатель, переводчик, монах нищенствующего ордена францисканцев. Считается основателем литературы Боснии и Герцеговины.

## Биография
Родился в хорватской семьи неподалеку от Вареша. Обучался в францисканской школе в г. Олово. Позже, продолжил учёбу в Италии. В 1609 году поселился в Сараево, где служил священником-капелланом. Тогда же начинал заниматься изучением культуры славян Боснии и Герцеговины, религиозными исследованиями католического богословия в боснийской францисканской провинции.
Написал свою первую работу «Крестьянская наука для славянских людей» и начал переводить «Сто чудес или знаков благословенной и славной Девы». В 1611 году переехал в Венецианскую республику, где напечатал свои работы.
Его работами были не только переводы и компиляция средневековой богословской литературы периода последовавшего после Тридентского собора, но и разнообразный поэтический и драматический вклад, который он внёс в средневековую далмацко-дубровницкую литературную традицию, что стало одной из причин большой популярности его сборников, особенно «Nauk krstjanski za narod slovinski» (1611, 27 переизданий). М. Дивкович был первым, кто сформировал письменность на боснийской кириллице.
В 1612 году вернулся в Боснию, поселился в монастыре в Крешево. В дальнейшем находился в г. Олово, где и умер в 1631 году.

## Творчество
Основными работами являются религиозные учебные тексты на народном языке (который он называет славянским, иллирийским или босанчицей), на боснийском — («Беседа», 1616 , «Учение о крестоносцах», 1616), на штокавском наречии, используя кириллицу.
В сборнике «Христианская наука» воспроизвел старинные хорватские религиозные песни. М. Дивкович пытался адаптировать к хорватскому языку проповеди Р. Беллярмина и И. Геролта.
В Российской национальной библиотеке в Санкт-Петербурге находится экземпляр издания Матия Дивковича «Плач блажене дивице Марие. Венеция, 1616 г.», подаренный библиотеке чешским славистом, Почётным членом Императорской публичной библиотеки В. Ганкой в 1859 г.

## Избранные сочинения
- Nauk krstjanski za narod slovinski. Venedig 1611.
- Sto čudesa aliti znamenja blažene i slavne Bogorodice. Venedig 1611.
- Beside Divkovića vrhu evandelja nedjeljnieh priko svega godišta. Venedig 1616.
- Nauk krstjanski s mnoziemi stvari duhovniemi. Venedig 1616.